# Boleto bancário

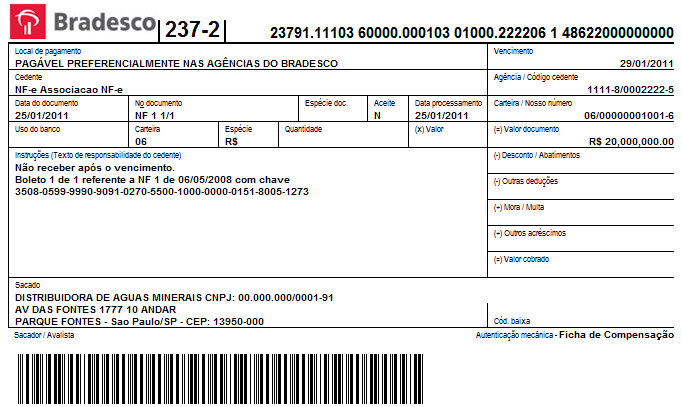
Exemplo de boleto bancário do Bradesco.

Um boleto bancário (ou simplesmente boleto ou, ainda, bloqueto) é um documento largamente utilizado no Brasil como instrumento de pagamento de um produto ou serviço prestado. Através do boleto, seu emissor pode receber do pagador o valor referente àquele pagamento.
No Brasil, a utilização de boletos bancários é uma prática comum entre empresas sendo que, em média, 3,6 bilhões de boletos de cobrança são emitidos por ano.
O formato e as características gerais dos boletos de cobrança foram desenvolvidos pelo CENEABAN e é padronizado pela FEBRABAN para a utilização da rede bancária brasileira. Ele representa um título de cobrança pagável em qualquer estabelecimento conveniado até uma data preestabelecida. A princípio, os boletos podiam ser pagos apenas em agências bancárias, mas atualmente é possível efetuar o pagamento através de caixas eletrônicos, casas lotéricas, supermercados ou com auxílio de um computador ou smartphone através do internet banking.
Alguns boletos podem conter orientações do cedente que permitam o seu pagamento mesmo após a data estabelecida com eventuais acréscimos de multa ou juros por atraso, sendo tais condições específicas para cada título de cobrança.

## Elementos de um boleto de cobrança
Banco: Instituição financeira que, através de contrato próprio firmado com o cedente/beneficiário, fica responsável pela cobrança. O banco receberá o pagamento do referido documento de cobrança pago pelo sacado/pagador, e creditará a importância paga na conta bancária do cedente/beneficiário.
Cedente/Beneficiário: Quem emite a cobrança. Ou seja, aquele que irá receber a quantia cobrada.
Sacado/Pagador: Quem efetua o pagamento do boleto.
Valor do documento: Valor que deverá ser pago pelo sacado antes do vencimento.
Data de vencimento: Data-limite para o pagamento do título.
Código de barras: Representação gráfica dos dados do boleto para leitura através de leitor habilitado para tal função. Os boletos possuem esta representação gráfica codificada no padrão Intercalado 2 de 5.

## Emissão de boletos bancários
Pessoas físicas ou jurídicas podem emitir boletos bancários desde que possuam uma conta bancária, bastando se dirigir a uma agência e manifestar o interesse.
Os boletos de cobrança são gerados pelo cedente e as informações do documento (sacado, valor e data de vencimento) são enviadas para o banco através de um arquivo de remessa. Estes dados são gerenciados pela instituição financeira que pode realizar serviços como o protesto de títulos quando inadimplentes.
Os boletos de cobrança tem um custo. O custo dos boletos de cobrança são cobrados quando o arquivo de remessa é enviado ao banco ou quando são liquidados.
Também é possível emitir boletos por meio de uma Fintech. Nesses sistemas, geralmente, não é necessário ter conta em banco, a emissão é simplificada e o boleto pode ser pago em qualquer instituição financeira, mesmo após o vencimento. As tarifas praticadas pelas fintechs normalmente são cobradas apenas após a confirmação do pagamento do boleto e podem ser inferiores às taxas praticadas pelos bancos. Atualmente, o Nubank, PagSeguro, ContaAzul, Quickbooks e a Gerencianet são algumas das principais fintechs que contam com essa solução.

## Cronologia
- Outubro de 1993 - Criação do boleto através de instrução normativa do Banco Central.[9]
- Outubro de 2009 - Débito direto, que substitui a emissão e envio de boletos conta com um milhão de aderentes.[10]
- Março de 2018 - Todos os boletos emitidos têm que ser registrados. Extinguindo o boleto simples.[11]
- Março de 2019 - Boletos vencidos podem ser pagos em qualquer banco.[12]
- Março de 2024 - Boletos pagos até às 13h30 poderão ser compensados no mesmo dia. [13]